# Edith Rauschning-Asher
Edith Rauschning-Asher (* 8. November 1904 in Hamburg; † 18. Mai 1973) war eine deutsche Rechtsanwältin und ehemalige Abgeordnete der Hamburgischen Bürgerschaft für den Hamburg-Block und die CDU.

## Wirken
Nach Kriegsausbruch machte die Jurastudentin Anwaltsvertretungen in Hamburg und Wien. Im November 1944 wurde sie kriegsdienstverpflichtet und für die Feststellungsbehörde mit dem Thema Nutzungsschäden der gewerblich Geschädigten betraut. 1946 bestand sie ihr Assessorexamen und eröffnete 1947 eine Praxis als Rechtsanwältin.
Für den Hamburg-Block, zu dem sich CDU, FDP, DP und BHE zusammengeschlossen hatten, zog sie von 1953 bis November 1957 als Abgeordnete in die Hamburgische Bürgerschaft ein. Anschließend wurde sie bis 1961 für die CDU in das Feierabendparlament gewählt. Ihr politischer Nachlass befindet sich im Staatsarchiv Hamburg.